# Celtic Blues
Singles
Celtic Blues est le quatrième album solo de Michael Jones sorti le 5 juin 2009.

## Liste des chansons
1. Never Forget
2. I don't wanna Loose a Friend
3. I've been There
4. Wishing Well
5. Silent Sleep
6. Head Hunter
7. Tears Like Rain
8. You are the One
9. You just can't Walk Away
10. In The Sunlight
11. Took a long Time
12. Souviens-toi de Nous
13. Garde-moi